# Kunihiko Hashimoto
Kunihiko ou Qunihico Hashimoto (橋本 國彦, Hashimoto Kunihiko), 14 septembre 1904 – 6 mai 1949 est un compositeur, violoniste, chef d'orchestre et professeur de musique japonais.

## Biographie
Né dans le quartier Hongō (本郷) situé dans l'arrondissement de Bunkyō (文京区) de Tokyo, il entre en 1923 à l'école de musique de Tokyo (à présent Université des arts de Tokyo) où il étudie le violon et la direction d'orchestre. En matière de composition, il est en grande partie autodidacte mais étudie plus tard cette matière comme étudiant de la même école. Il est d'abord actif en tant que compositeur et arrangeur mais se fait rapidement un nom en tant que professeur accompli, et en 1933 est nommé professeur à son alma mater. Certains de ses élèves deviennent compositeurs renommés tels Yasushi Akutagawa, Ikuma Dan et Toshiro Mayuzumi. Entre 1934 et 1937, il réside à Vienne en tant qu'étudiant du gouvernement japonais afin d'étudier auprès d'Egon Wellesz. Au cours de cette période il rencontre Alban Berg, Wilhelm Furtwängler et Bruno Walter. Avant de rentrer au Japon, il séjourne également à Los Angeles où il étudie auprès d'Arnold Schoenberg.
Il meurt à Kamakura en 1949, d'un cancer de l'estomac, à l'âge de 44 ans.